# Mahajamba
Le Mahajamba est un fleuve du versant ouest de Madagascar dans la région Sofia. Il se jette dans la baie de Mahajamba. Le parc national d'Ankarafantsika se trouve sur la rive gauche du fleuve.

## Hydrologie
En rive gauche, le Kamoro et le Mahajamba se longent sur une partie de leur parcours avant que le Mahajamba poursuive sa course vers le nord et le Kamoro bifurque vers le sud-ouest. Cependant, l'érosion des berges et la forte turbidité du Kamoro a conduit à une modification du lit des cours d'eau, réunissant les eaux deux rivières et amenant la majorité du débit du Kamoro à emprunter le lit du Mahajamba, constituant alors un cas de diffluence.